# Santa Maria della Grazia
Santa Maria della Grazia (també coneguda com a Santa Maria delle Grazie, Santa Maria della Cavana o, simplement, La Grazia) és una petita illa artificial de la llacuna de Venècia. Es troba a la ciutat de Venècia entre l'illa de Giudecca i San Clemente. El 2016 l'illa va ser venuda a una empresa privada de Treviso, Giesse Investimenti s.r.l., per a acollir un allotjament nou.

## Història
Santa Maria della Grazia va créixer durant l'Edat Mitjana al lloc on les restes de terra de Venècia eren dipositades. L'illa rep el nom d'una presumptament miraculosa Madonna que era exposada a sobre l'església local. El 1264 hi havia una casa per a pelegrins de camí cap a la Terra Santa; més tard va ser transformada en un convent. Durant el període napoleònic el convent va ser suprimit i canviat a un magatzem de pólvora, el qual va explotar el 1849 destruint tant el ex-convent com l'església.
L'illa era seu d'un hospital de malalties contagioses fins a finals del segle XX.

## Galeria

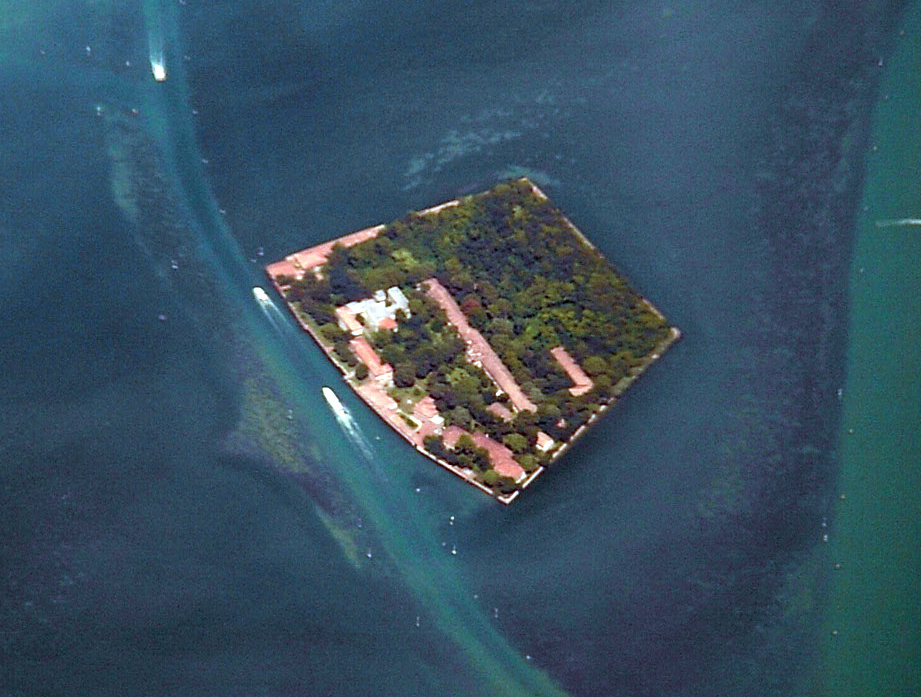
Vista aèria
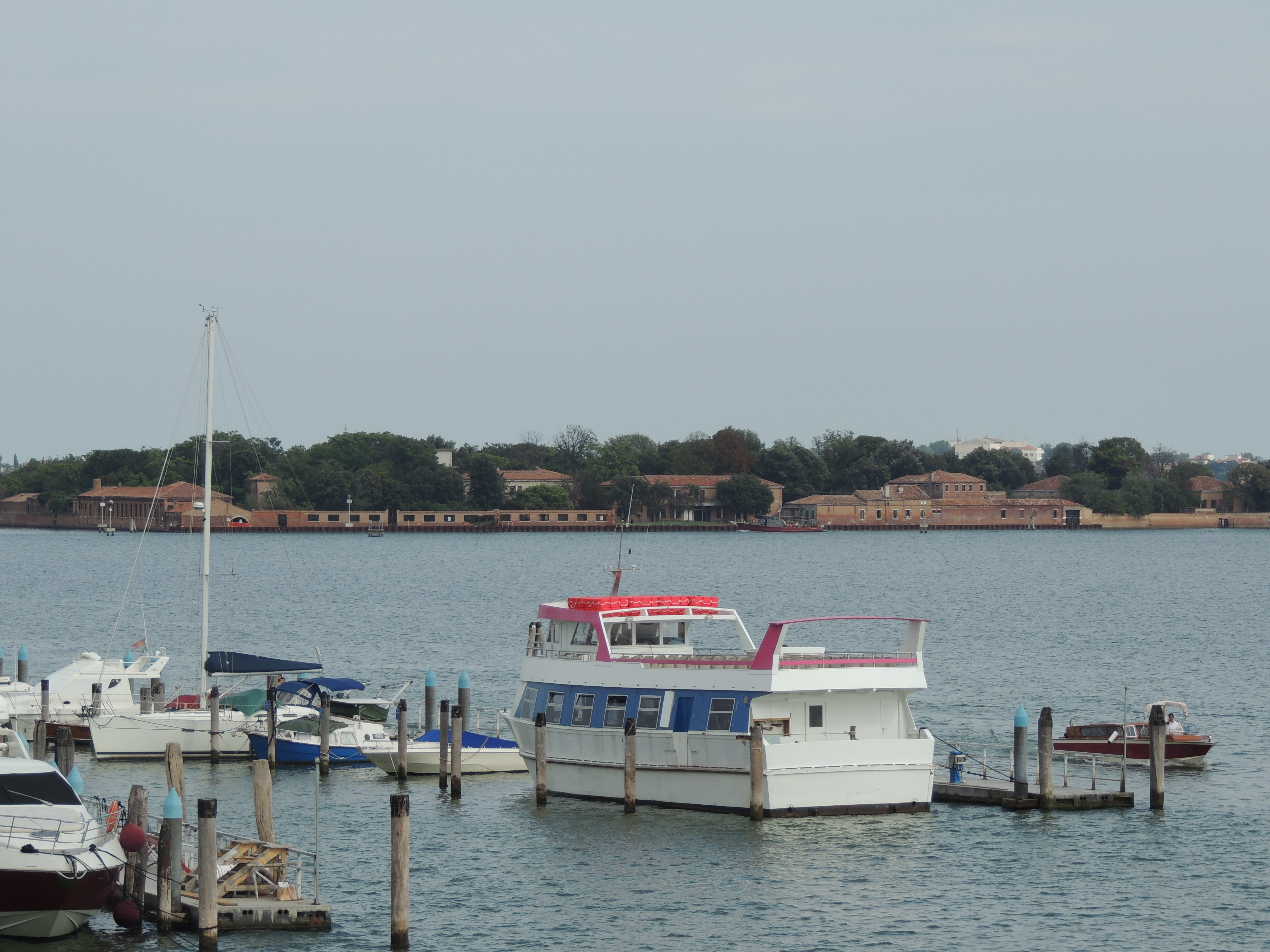
Vista lateral d'illa
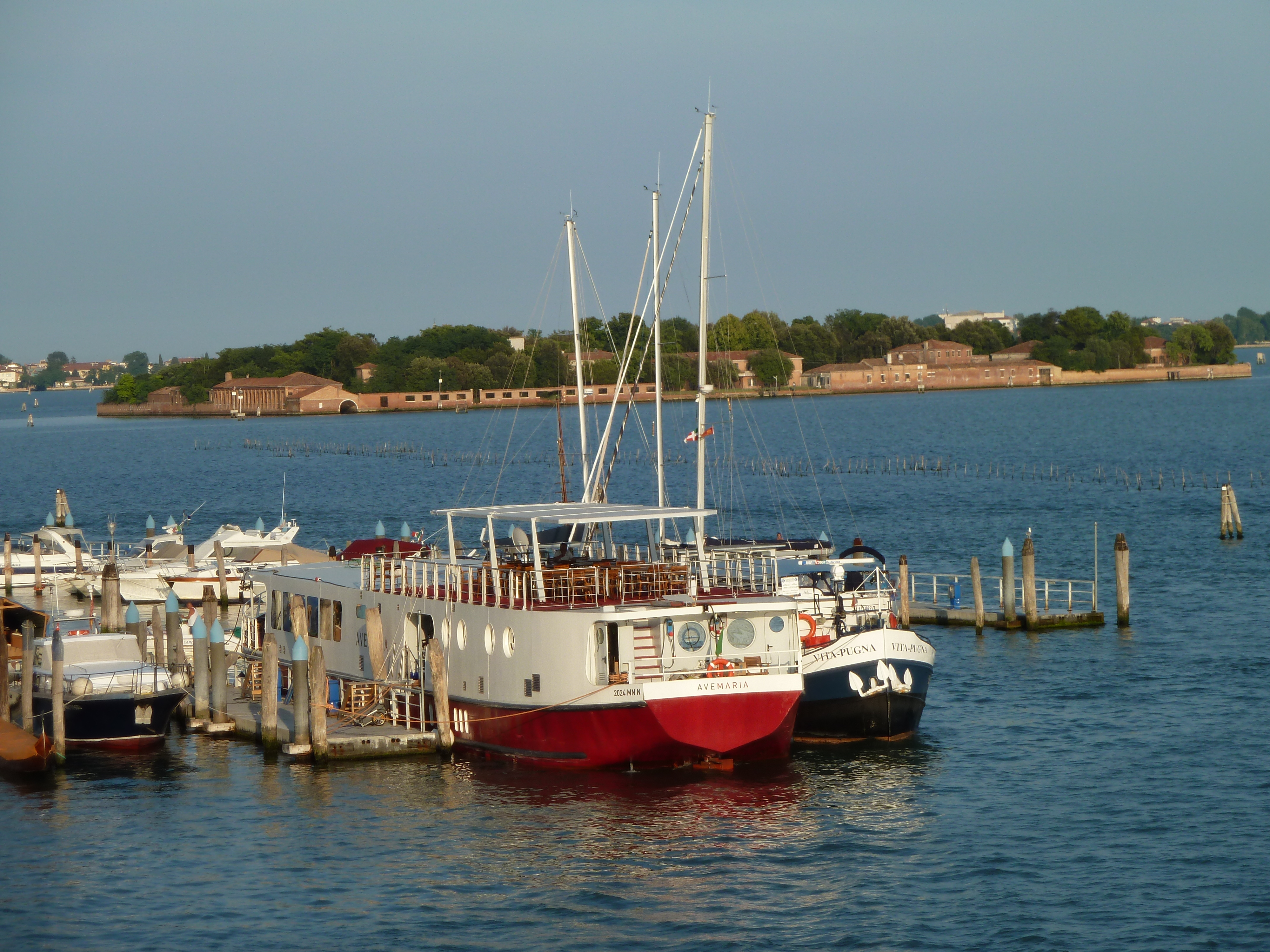
Vista lateral d'illa